# Caragol (enginyeria)

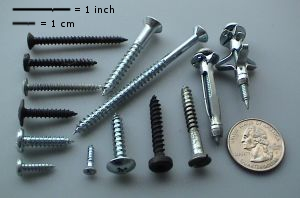
Cargols en una gran varietat de tipus i mides per a diferents propòsits. Un quart de dòlar (diàmetre de 24 mm) per veure'n l'escala.

Un cargol és un element mecànic que s'utilitza per:
- Unir dues o més peces. El més usual és que aquestes unions siguin desmuntables. Es tracta d'un cilindre amb rosca helicoidal i, usualment, cabota. Aquest cilindre encaixa, quan es fa un moviment circular, a una rosca femella.[1] També es coneix amb els noms pern,[2] grampó o vis.
- Transmetre el moviment.
- Transportar objectes, com ara líquids o sòlids. És el cas dels caragols vis-sens-fi, també anomenat al cargol d'Arquímedes.

El caragol és un operador que deriva directament del pla inclinat i sempre treballa associat a un orifici roscat interiorment.

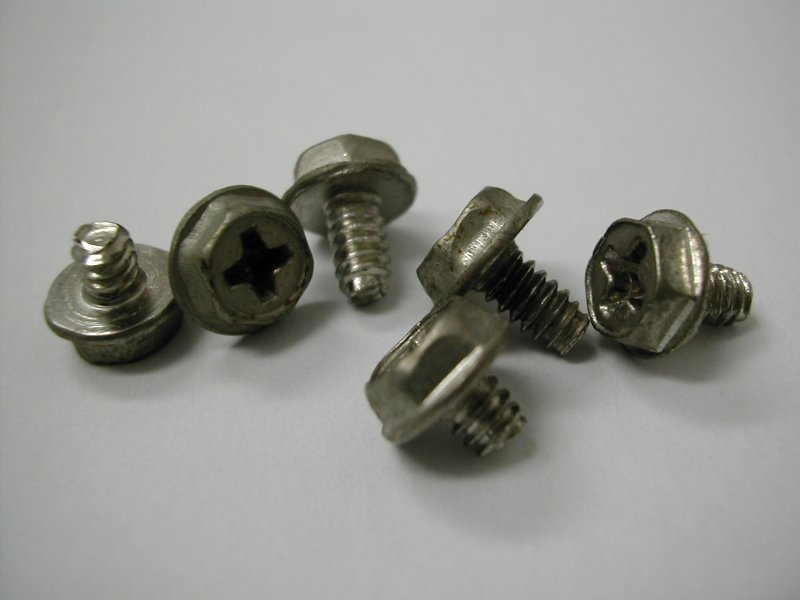
Cargols d'un ordinador

## Història

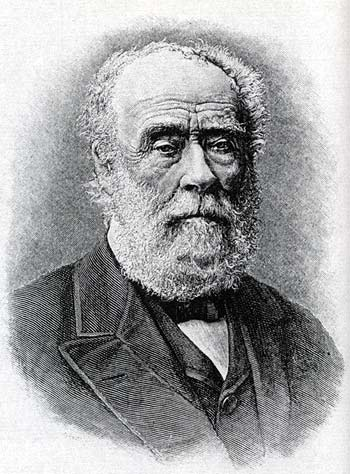
El senyor Joseph Whitworth

Els primers antecedents de la utilització de rosques es remunten al cargol d'Arquímedes, desenvolupat pel savi grec als voltants del 300 aC. Es feia servir extensament, ja en aquella època, a la vall del Nil per a l'elevació d'aigua.
El cargol va ser descrit posteriorment pel matemàtic grec Arquites de Tàrent. En el segle i aC, es feien servir cargols de fusta per tota la Mediterrània en dispositius de premses d'oli i vi. Els cargols d'acer, realitzats pels artesans del material no arribaran a Europa fins a inicis del segle XV.
Durant l'Edat Mitjana, i posteriorment, un mètode de turment anomenat "les empulgueres" consistia a col·locar els polzes de la persona per torturar entre dos suports per a picar els dits de l'individu, girant una manovella que feia girar una mena de rosca sobre un cargol per a apropar els suports entre si, amb el dit enmig.
Durant el Renaixement les rosques es comencen a usar com a elements de fixació en rellotges, màquines de guerra i en altres construccions mecàniques diverses. Leonardo da Vinci en aquell temps desenvolupa mètodes per al tallat de rosques.
Durant el segle xvi van sorgir els cargols de fusta, els quals comencen a aplicar-se en màquines de guerra i altres aparells mecànics. En aquells temps no hi havia ni cargols ni rosques iguals, ja que eren fabricats de forma artesanal i variaven tant en grandària com en diàmetre de la rosca, així com la seva separació.

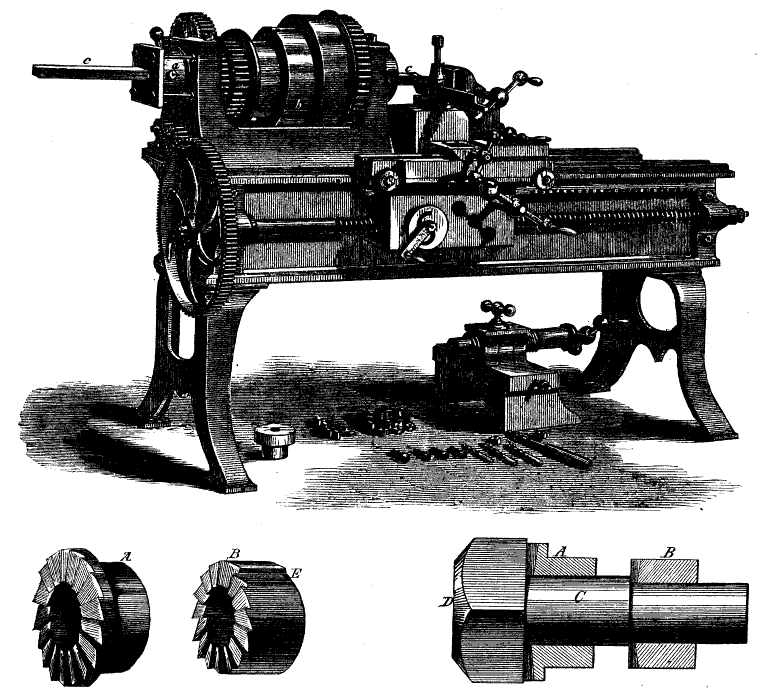
Un torn del 1871.

En el 1744, s'inventa la clau de fuster, el precursor del primer tornavís simple. Els primers tornavisos van aparèixer al voltant del 1800. Al voltant de l'any 1770, el creador d'instruments anglès Jesse Ramsden (1735-1800) va inventar el primer torn per tallar cargols. L'enginyer britànic Henry Maudslay (1771-1831) va patentar un torn el 1797; una màquina semblant que també va patentar David Wilkinson als Estats Units el 1798. Aquestes màquines van provocar un gran avanç en la producció en massa.
El desenvolupament del torn (1840-1870) va reduir dràsticament el cost per unitat gràcies al control de la màquina. Va ser a la Revolució industrial quan, amb l'arribada de les màquines, es va començar a produir en gran escala, però va continuar el problema que les mesures eren totes diferents, ja que no existia una estandardització en la seva fabricació.
El 1841, l'enginyer anglès Joseph Whitworth va definir la rosca que porta el seu nom, William Sellers va fer el mateix als Estats Units l'any 1864. Aquesta situació es perllongà fins a 1946, quan l'organització ISO defineix el sistema de rosca mètrica, adoptat actualment a pràcticament tots els països. Als EUA se segueix utilitzant la norma de la (Society of Automotive Engineers, SAE).
La rosca mètrica té una secció triangular formant un angle de 60º i cap una mica truncat (cresta plana) per a facilitar l'engreix.

## Característiques dels cargols
Els cargols els defineixen les següents característiques:
- Diàmetre exterior de la canya: en el sistema mètric s'expressa en mm i en el sistema anglès en fraccions de polzada.
- Tipus de rosca: (Mètrica, Whitworth, SAE, etc.) Les rosques poden ser exteriors o mascles (cargols) o bé interiors (femelles), havent de ser les seves magnituds coherents perquè ambdós elements puguin cargolar.
- Pas de la rosca: distància que hi ha entre dues crestes successives. En el sistema mètric s'expressa en mm i en el sistema anglès pel nombre de fils que hi ha a una polzada.
- Sentit de la rosca (esquerra o dreta): la gran majoria de cargols cargolen quan es giren en sentit horari (a dretes), però podem trobar-nos elements, com ara eixos de màquines, cargols de pedals de bicicleta, que tinguin rosca a esquerra. Els cargols de les rodes dels vehicles industrials tenen rosques de diferent sentit en els cargols de les rodes de la dreta (a dretes) que en els de l'esquerra (a l'esquerra). Això és degut al fet que d'aquesta manera els cargols tendeixen a cargolar quan les rodes giren en el sentit de la marxa.
- Material constituent i resistència mecànica que tenen: llevat d'excepcions la major part de cargols són d'acer de diferents qualitats i resistència mecànica, per a fusta s'utilitzen molts cargols de llautó.
- Longitud de la canya: és variable.
- Tipus de cap: en estrella o phillips, bristol, de pala i alguns d'altres especials.
- Tolerància i qualitat de la rosca

## Unions cargolades[8][9][10]
La unió cargolada és una forma d'unir peces amb la particularitat que és desmuntable, a més ho fa de manera segura, econòmica i permet unir peces de poc gruix. La unió cargolada està formada pels elements: cargol, femella, peces a unir, juntura; i té la funció d'unir les peces i mantenir-les unides suportant l'acció de les forces separadores.
La força separadora que tendeix a separar les peces unides pot ser: axial (en la direcció de l'eix del cargol), transversal (perpendicular a la direcció del cargol) o una combinació d'aquestes dues.

## Fallada d'una unió cargolada
La fallada de la unió cargolada pot ser degut a:
- ruptura del cargol
- trencament de les peces unides
- obertura de la junta (per descargolament, per deformació elàstica)

## Descargolament d'una unió cargolada

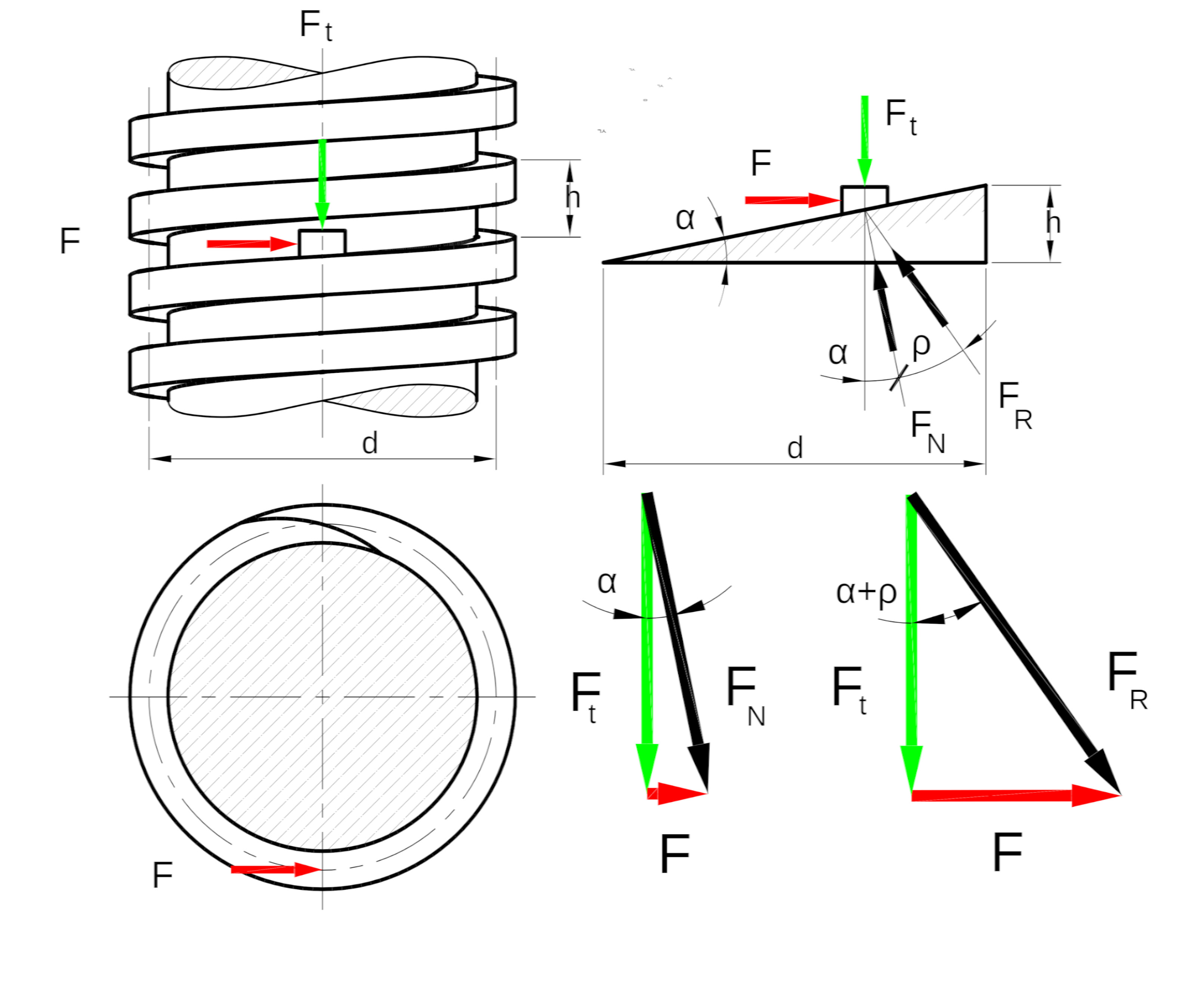
.

En el muntatge d'una unió cargolada s'aplica una tensió prèvia, és a dir, es colla. Aquesta acció de collada origina forces d'acció-reacció tant a les peces unides, com al sistema cargol-femella.
El cargol rep un esforç de tracció, tendeix a allargar-se. Contràriament les peces unides es comprimeixen i tendeixen a escurçar-se. Per tant, el sistema pateix per una banda la força de muntatge (creada durant el procés de collar) i la força separadora que vol descomprimir les peces unides.
La força de tracció que pateix el sistema cargol-femella es transmet a causa dels filets de la rosca i degut a la geometria inclinada de l'hèlix apareix un parell de descargolament. Si no hi hagués fregament entre el cargol i la femella, la força de tracció arribaria a descargolar la femella. Per tant, el parell de retenció (resistència al descargolament) l'origina el fregament als filets.
Tot i així pot existir descargolament degut a:
- Assentament: la força de contacte entre filets disminueix, no hi ha retenció i es descargola.
- Vibracions: si les peces que actuen sobre les peces unides fluctuen, en certs instants les peces estan més comprimides (s'escurcen més), la femella no queda retinguda i es descargola.
- Dilatació tèrmica diferent del cargol i de les peces unides. Si el cargol es dilata més que les peces unides, la femella no queda retinguda i es descargola.

## Assegurament contra el descargolament
La força de reacció elàstica de les peces unides és proporcional a la seva deformació elàstica. Mentre es mantingui aquesta força, hi haurà contacte entre els filets i per tant, autoretenció. No hi haurà perill de descargolament. Però les peces unides tenen una rigidesa molt gran, per tant, la seva deformació elàstica és molt petita (dècimes de mil·límetre). Cal prevenir un possible descargolament amb algun sistema d'assegurament. El més recomanable és dissenyar una unió sòlida i collar-la fins a un valor pròxim al límit. Si la unió no pot ser sòlida degut a vibracions o a canvis de temperatura, és necessari col·locar elements addicionals d'assegurament contra el descargolament.
Aquests es classifiquen en els següents tipus:
- dispositius generadors de força axial
- dispositius generadors de força radial
- femelles amb filets autotensats
- dispositius de seguretat absoluta

## Tipus de cargols
El terme cargol s'utilitza generalment en forma genèrica. N'hi de gran varietat de materials, tipus i mides.

### Cargols per a fusta

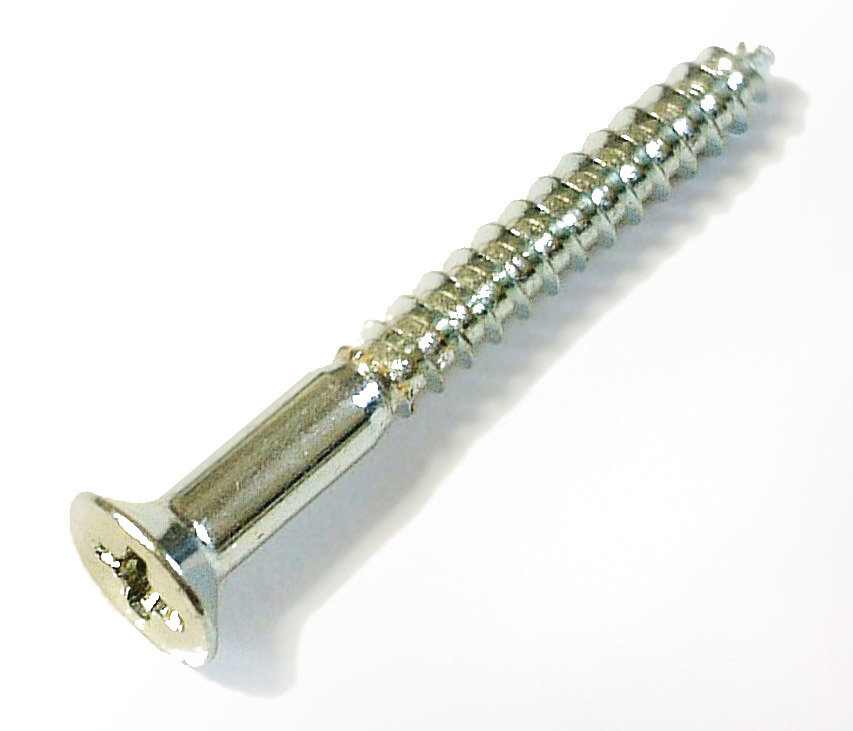
Cargol amb rosca per a fusta

Els cargols per a fusta, que també reben el nom de vis per fusta, tenen la mida i la qualitat regulades per la Norma DIN-97. La seva rosca ocupa 3/4 de la longitud de l'espiga. Poden ser d'acer dolç, inoxidable, llautó, coure, bronze, alumini i poden estar galvanitzats, niquelats, etc.
Aquest tipus de cargol s'estreny a la punta, per anar obrint camí a mesura que s'insereix per facilitar el autoenroscat, i un filet afilat i tallant. Així, no és necessari fer un forat previ. Normalment es cargolen amb tornavís elèctric o manual.
Els seus caps poden ser plans, ovals o arrodonits; cadascun compleix una funció específica.
- Cap pla: s'usa en fusteria, en general, on cal deixar el cap del cargol submergit o a ran de superfície.
- Cap oval: la porció inferior del cap té una forma que li permet enfonsar-se en la superfície i deixar sobresortint només la part superior, arrodonida, del cap. Són més fàcils de treure i tenen millor presentació que els de cap pla. S'usen per fixació d'elements metàl·lics, com a eines o xapes de picaportes.
- Cap arrodonit: s'usa per a fixar peces massa primes com per permetre que el cargol s'enfonsi en elles; també per unir parts que requeriran volanderes. En general es fan servir per funcions similars als de cap oval, però en forats sense rosca prèvia. Aquest tipus de cargol és molt fàcil de treure.

Hi ha diferents menes de cabota:
- cabota fresat (ranura recta): tenen les ranures rectes tradicionals.
- cabota Phillips: tenen ranures en forma de creu per minimitzar la possibilitat que el tornavís se n'escapi.
- cabota hexagonal: amb un forat hexagonal, per encaixar-hi una clau Allen.
- cabota torx: amb un forat al cap en forma d'estrella de disseny exclusiu torx.

Les característiques que defineixen els cargols de fusta són: cabota, material, diàmetre de la canya i longitud.

### Cargols tirafons per a parets i fusta DIN-571
Hi ha una varietat de cargols que són més gruixuts que els clàssics de fusta, que es diuen 'tirafons' i s'utilitzen molt per a cargolar els suports d'elements pesants que vagin penjats en les parets dels edificis, com per exemple, tendals, aparells d'aire condicionat, etc. En aquests casos es perfora la paret al diàmetre del cargol triat i s'hi insereix un tac de plàstic on es cargola el cargol. La pressió de la rosca al tac de plàstic assegura una subjecció molt forta contra el suport. També s'utilitza per al cargolat de la fusta de grans embalatges per exemple. Aquests cargols tenen el cap hexagonal i una gamma de M5 a M12.

### Autorroscants i autoperforants per a xapes metàl·liques i fustes dures

Diferents tipus de cap de cargols de xapa

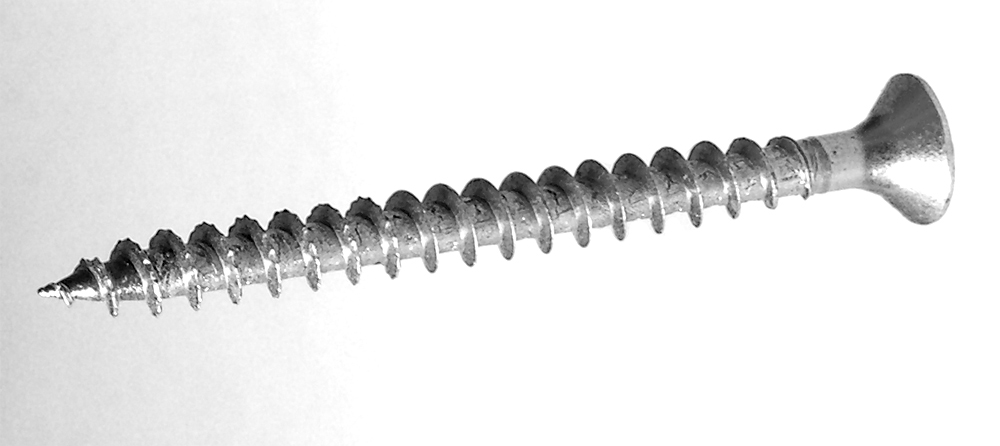
Cargol autoroscant

Ambdós tipus de cargols poden obrir el seu propi camí. Es fabriquen en una àmplia varietat de formes especials. Se selecciona l'adequat atenent al tipus de treball que realitzarà i el material en el qual s'emprarà.
Els 'autorroscants' tenen la major part de la seva canya cilíndrica i l'extrem en forma cònica. El cap és pla, oval, arrodonit o aplanat. La rosca és prima, amb el seu fons pla, perquè la planxa s'hi allotgi. S'usen en làmines o perfils metàl·lics, perquè permeten unir metall amb fusta, metall amb metall, metall amb plàstic o amb altres materials. Aquests cargols són completament tractats (des de la punta fins al cap) i les seves vores són més afilades que les dels cargols per a fusta.
En els 'autoperforants' la punta és una broca, el que evita haver de fer perforacions guia per a instal·lar-los. S'usen per a metalls més pesants: van tallant una rosca per davant de la peça principal del cargol.
Les dimensions, tipus de cap i qualitat estan regulats per Normes DIN.

### Cargols de rosca cilíndrica per a unions metàl·liques

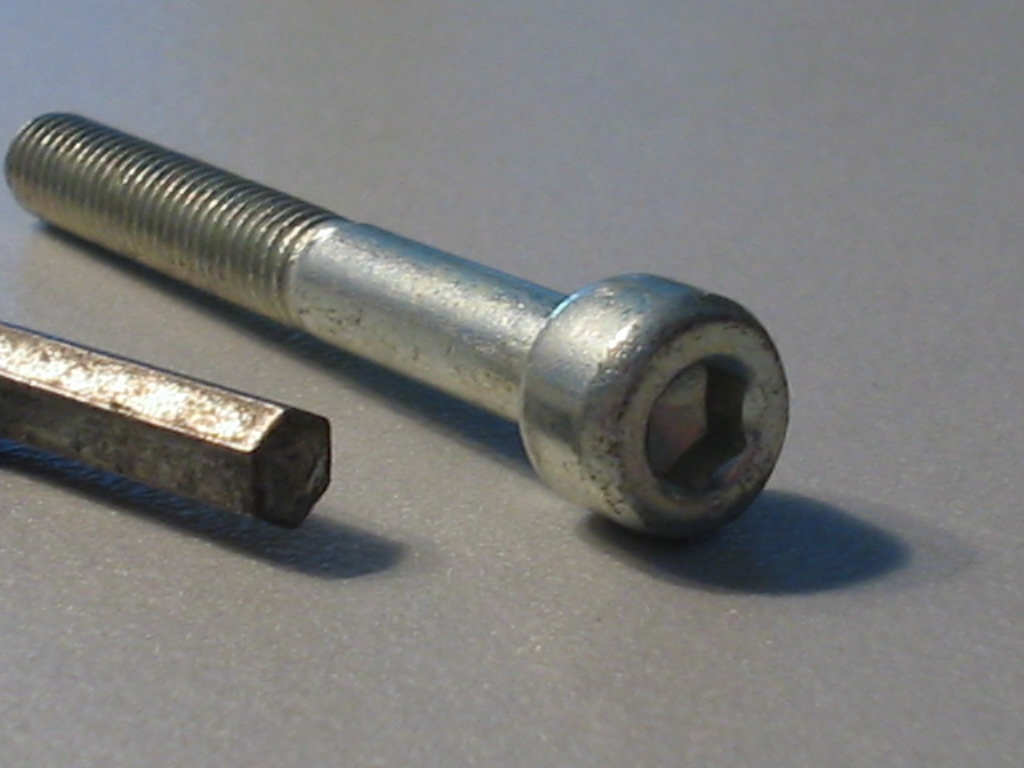
cargol amb cabota Allen DIN 912

Per a la unió de peces metàl·liques s'utilitzen cargols amb rosca triangular que poden ser cargolats en un forat cec o en una rosca amb volandera en un forat passant.
Aquest tipus de cargols és el que s'utilitza normalment en les màquines i el més important que se'n requereix és que suportin bé els esforços als quals estan sotmesos i que no s'afluixin durant el funcionament de la màquina on estan muntats.
El destacable d'aquests cargols és el sistema de rosca i el tipus de cap, ja que hi ha variacions d'uns sistemes a uns altres. Els sistema de rosca més usats són els següents
- Rosca mètrica de pas normal o pas fi
- Rosca anglesa Whitworth de pas normal o fi
- Rosca americana SAE

Els tipus de cabota més freqüents són els següents:
- hexagonal. Tipus DIN 933 i DIN 931
- hexagonal interior («cargol Allen»). Tipus DIN 912
- avellanada DIN 63
- cilíndrica DIN 84
- Torx

## Característiques de la rosca mètrica
La rosca mètrica està basada en el Sistema Internacional (SI) i és una de les rosques més utilitzades en l'assemblatge de peces mecàniques. El joc que té en els vèrtexs de l'acoblament entre el cargol i la rosca permet el greixat. Les dades constructives d'aquesta rosca són les següents:
- La secció del filet és un triangle equilàter l'angle del qual val 60º
- El fons de la rosca és arrodonit i la cresta de la rosca lleument truncada
- El costat del triangle és igual al pas
- L'angle que forma el filet és de 60º
- El pas és la distància entre dos punts homòlegs. Per exemple, entre crestes contigües.
- El diàmetre exterior i l'avanç es mesuren en mil·límetres. L'avanç és la distància que el cargol avança, en direcció axial, en un gir complet.
- Les seves característiques s'expressen de la següent forma: exemple: M24 x 2 x 60. La M significa rosca mètrica, 24 significa el valor del diàmetre exterior en mm, 2 significa el pas en mm i 60 significa la longitud de la rosca en mm.

## Característiques de la rosca Whitworth

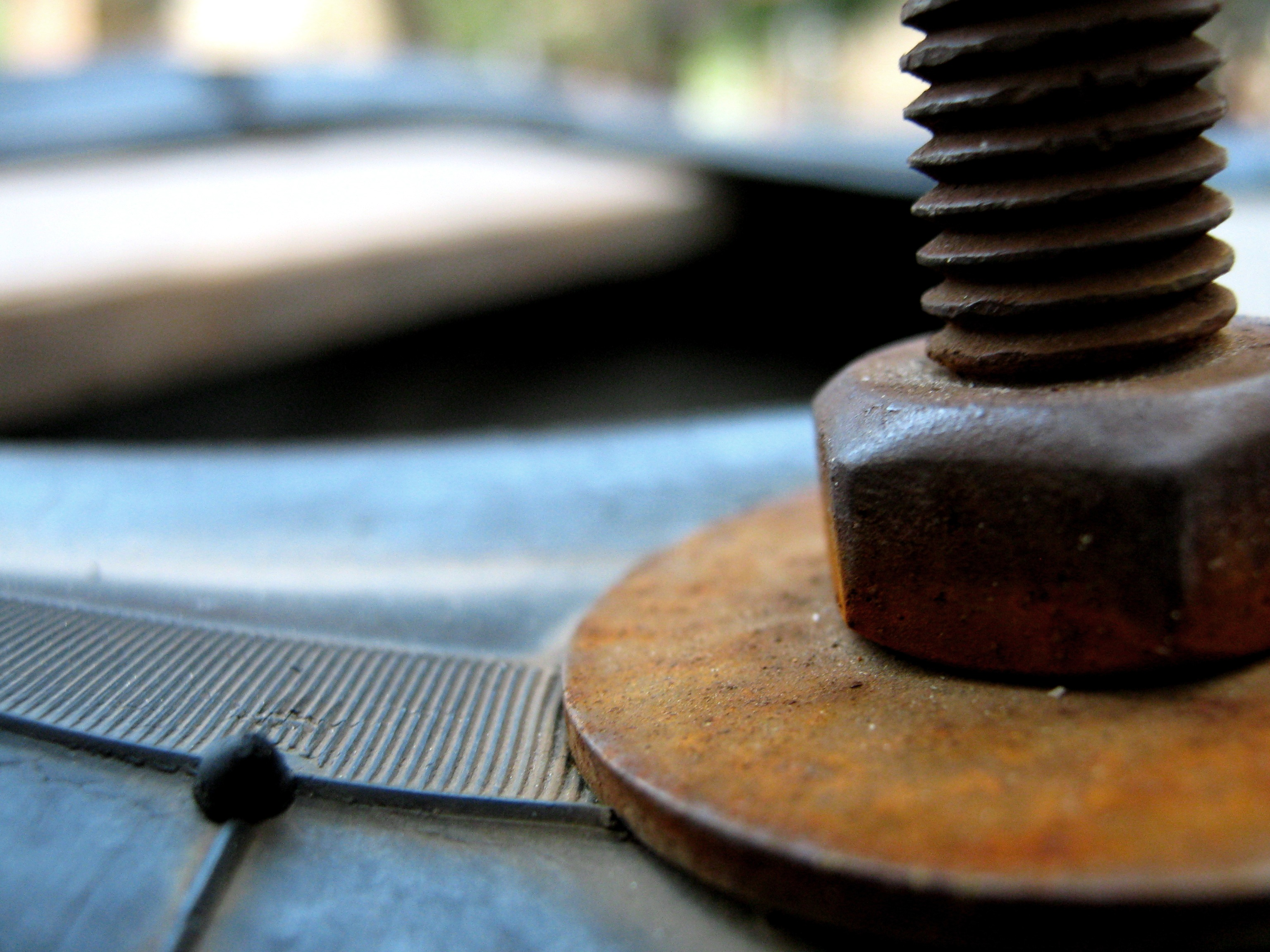
Cargol amb mostres d'òxid

La primera persona que va crear un tipus de rosca normalitzada, cap a l'any 1841, va ser l'enginyer mecànic anglès Sir Joseph Whitworth. El sistema de rosques Whitworth encara s'utilitza per a reparar vella maquinària i té un filet de rosca més gruixut que el filet de rosca mètric.
El sistema Whitworth va ser un estàndard britànic, abreujat a BSW (BS 84:1956). El filet de rosca fi estàndard britànic (BSF) va ser introduït el 1908 perquè el fil de rosca de Whitworth resultava gruixut per a alguns usos.
L'angle del fil de rosca és de 55° en comptes dels 60º que té la rosca mètrica. La profunditat i el gruix del filet de rosca varien amb el diàmetre del cargol (és a dir, com més gruixut és el pern, més gruixut és el filet de rosca).
En aquest sistema de rosques el pas es considera com el nombre de filets que hi ha per polzada, i el diàmetre s'expressa en fraccions de polzada. (Exemple 1/4", 5/16")

## Característiques de la rosca estàndard nord-americana SAE UNF
Els Estats Units tenen el seu propi sistema de rosques, generalment anomenat estàndard unificat del fil de rosca UNF, que també s'utilitza extensivament al Canadà i en molts altres països arreu del món.
Almenys el 85% dels cargols del món es dimensionen a les dimensions unificades del fil de rosca, i la selecció més gran de les grandàries i dels materials de cargols és regulada per aquest tipus estàndard (font: Revisió de cargol del món, premsa industrial, 2006).
Una versió d'aquest estàndard, anomenada SAE, va ser utilitzada en la indústria d'automòbil nord-americana. El SAE encara és associat a les dimensions en polzades, tot i que la indústria automotriu dels EUA (i altres indústries pesants que usen el sistema SAE) han convertit gradualment als cargols mètrics ISO, a partir dels anys 70 cap avant, perquè la producció de peces i la comercialització de producte afavoreixen l'estandardització internacional.
No obstant això, tots els automòbils venuts arreu del món porten cargols mètrics (als muntatges de motor) i imperials (per exemple, a les rosques de l'estiró, als sensors d'oxigen, a les peces elèctriques internes dels assemblatges, els cargols del cos, dels llums, del maneig, del fre i de la suspensió).
Els cargols de màquina es descriuen com 0-80, 2-56, 3-48, 4-40, 5-40, 6-32, 8-32, 10-32, 10-24, etc. fins a la grandària 16. El primer nombre es pot traduir a un diàmetre, el segon és el nombre de fils de rosca per polzada. Hi ha un fil de rosca gruixut i un fil de rosca fi per a cada grandària; el fil de rosca fi és preferit en materials fins o quan es desitja una força lleument major.
Les grandàries de 1/4" de diàmetre o més s'identifiquen com 1/4" - 20, 1/4" - 28, etc. El primer nombre dona el diàmetre en polzades i el segon indica la quantitat de fils de rosca per polzada. La majoria de les grandàries del fil de rosca són disponibles en UNC o UC (fil de rosca gruixut unificat, l'exemple 1/4 " - 20) o UNF (exemple 1/4 " - 28 UNF o UNEF).

## Roscats

### Nomenclatura
Els roscats poden ser exteriors o mascles o bé interiors o femelles, les magnituds han de coincidir perquè es puguin enroscar.

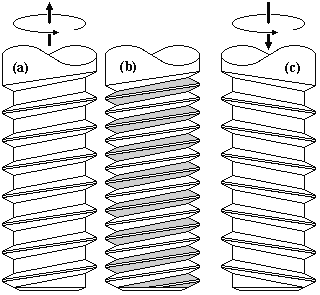
Entrades o filets

| \| \| Roscat Exterior o Mascle \| Roscat Interior o Femella \| \| - \| ------------------------ \| ------------------------- \| \| 1 \| Fons o Base \| Cresta o Vèrtex \| \| 2 \| Cresta o Vèrtex \| Fons o Base \| \| 3 \| Costat \| Costat \| \| 4 \| Diàmetre del nucli \| Diàmetre del nucli \| \| 5 \| Diàmetre exterior \| Diàmetre interior \| \| 6 \| Profunditat de la rosca \| Profunditat de la rosca \| \| 7 \| Pas \| Pas \| | Parts del cargol         |                           |
| | Roscat Exterior o Mascle | Roscat Interior o Femella |
| 1 | Fons o Base              | Cresta o Vèrtex           |
| 2 | Cresta o Vèrtex          | Fons o Base               |
| 3 | Costat                   | Costat                    |
| 4 | Diàmetre del nucli       | Diàmetre del nucli        |
| 5 | Diàmetre exterior        | Diàmetre interior         |
| 6 | Profunditat de la rosca  | Profunditat de la rosca   |
| 7 | Pas                      | Pas                       |

### Sentit de la rosca
En funció del moviment relatiu entre el cargol i la torca, existeixen cargols (i rosques) a dretes que són els que en girar-los en el sentit contrari al de les agulles del rellotge surten de la rosca i es desenrosquen (a), i a esquerres, que són els que en girar el cargol en el sentit contrari al de les agulles del rellotge, entra a la rosca enroscant-se (c). Normalment es fan anar rosques a dretes.
ROSQUES NORMALITZADES. TIPUS I DESIGNACIÓ
- Rosca triangular.
  - Mètrica: M Ø (diàmetre exterior de la rosca Ø en mil·límetres).
  - Mètrica fina: M Øxp (pas p en mm).
  - Whitworth: Ø" (diàmetre exterior de la rosca Ø en polzades).
  - Whitworth fina: W Øxp (pas p en polzades).
  - Whitworth de tub: R Ø" (diàmetre nominal del tub Ø en polzades).
- Rosca trapezoïdal: Tr Øxp (diàmetre exterior de la rosca Ø i pas p en mm).
- Rosca rodona: Rd Øxp (diàmetre exterior de la rosca Ø i pas p en polzades).

### Usos
Els roscats triangulars s'usen en cargols de fixació; si es talla la punta es facilita les operacions de desmuntatge, però per contra disminueix l'estanquitat de la unió. Els roscats fins (amb pas menor del normal) s'usen quan la longitud de la unió cargolada és petita, per exemple en unions de parets primes de tubs; també es poden utilitzar quan es vol evitar l'afluixament de la unió, ja que el major nombre de filets de contacte entre el cargol i la rosca incrementa el fregament.
Per a l'enroscat de tubs s'utilitzen els anomenats roscats de gas derivats del sistema Witworth, caracteritzats per una elevada estanquitat (el filet no està tallat) i una relació profunditat/diàmetre petita per a no debilitar la paret del tub.
Per a cargols de transmissió s'usen roscats trapezoidals simètrics o en forma de dent de serra en aquells casos en els que la força aplicada tingui un sol sentit.
Els roscats rodons, malgrat les seves bones qualitats mecàniques s'usen poc degut a la seva dificultat de fabricació, i és clar, elevat preu. S'usa en aplicacions en els que la unió hagi de suportar impactes.

## Caps de cargols (tipus)
El disseny dels caps dels cargols respon, en general, a dues necessitats: d'una banda, aconseguir la superfície de suport adequada per a l'eina d'estrenyiment de forma tal que es pugui aconseguir la força necessària sense que el cap es trenqui o deformi. Per un altre, necessitats de seguretat impliquen (fins i tot en reglaments oficials d'obligat compliment) que certs dispositius requereixin eines especials per a l'obertura, el que exigeix que el cargol (si aquest és el mitjà triat per a assegurar el tancament) no pugui descargolar-se amb un tornavís convencional, dificultant així que personal no autoritzat accedeixi a l'interior.
Així, es tenen caps de distintes formes: hexagonal (a), rodona (b), cilíndrica (d, g), avellanada (c, i, f); combinades amb distints sistemes d'estrenyiment: hexagonal (a) o quadrada per a clau anglesa, ranura o entalla (b, c, d) i Phillips (f) per a tornavís, forat hexagonal (e) per a clau hexagonal, amb gràfila (g) per a estrenyiment manual, etc.

### Cargols comercials de cap hexagonal

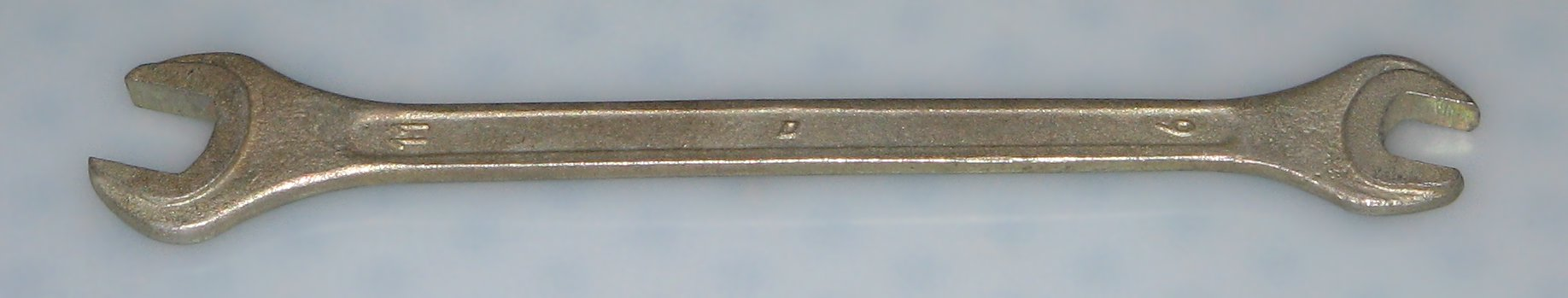
Clau de boques fixes

A partir de determinats diàmetres, el normal és que el cap dels cargols comercials sigui hexagonal, principalment els quals enrosquen en peces metàl·liques o en la seva corresponent rosca. Hi ha diversos tipus de cargols comercials de cap hexagonal fabricats segons normes DIN que difereixen uns d'uns altres en la longitud de la rosca que tenen les seves canyes.

### Cargols comercials amb cap Allen

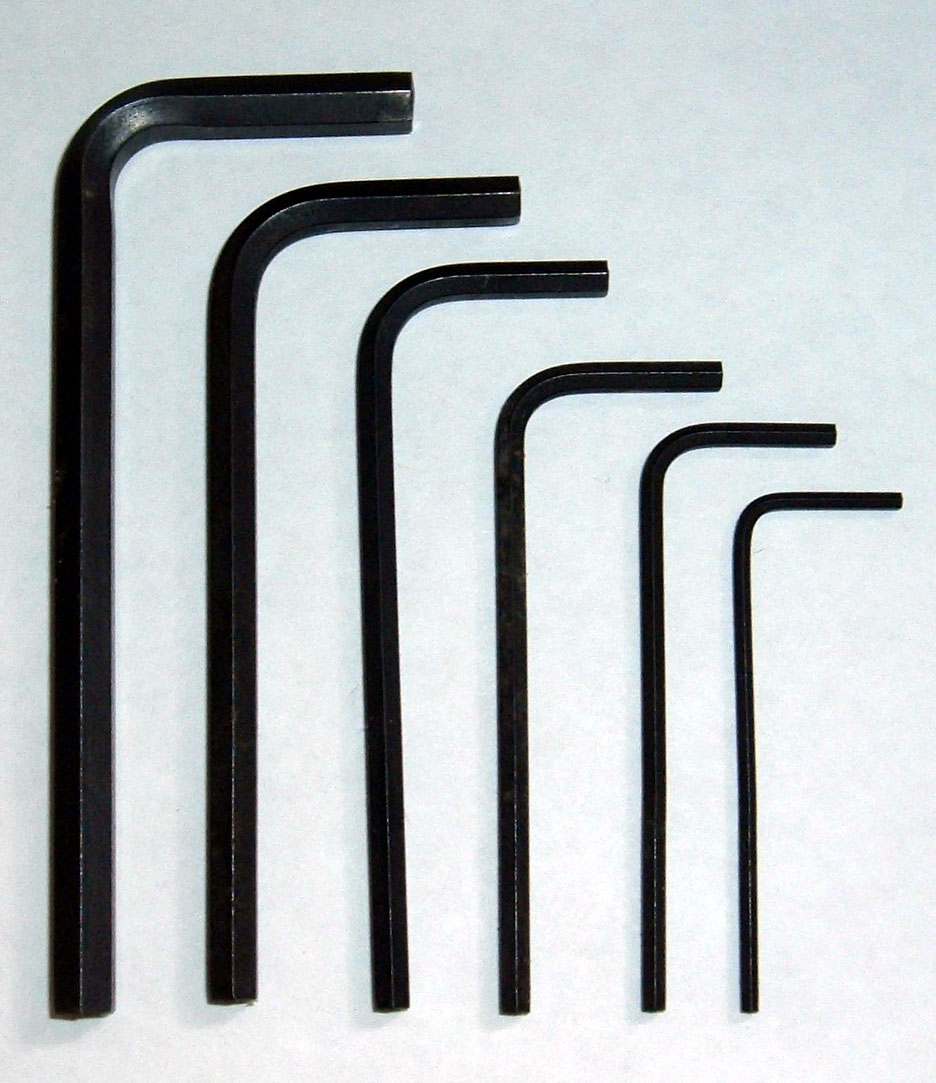
Joc de claus Allen

Igual que amb els caps hexagonals hi ha diversos models de cargols amb cap Allen tots ells normalitzats segons les normes DIN corresponent. Els cargols amb cap hexagonal s'utilitzen principalment quan es desitgen superfícies llises i les forces d'estrenyament no són molt elevades.

### Cargols per collar amb tornavís

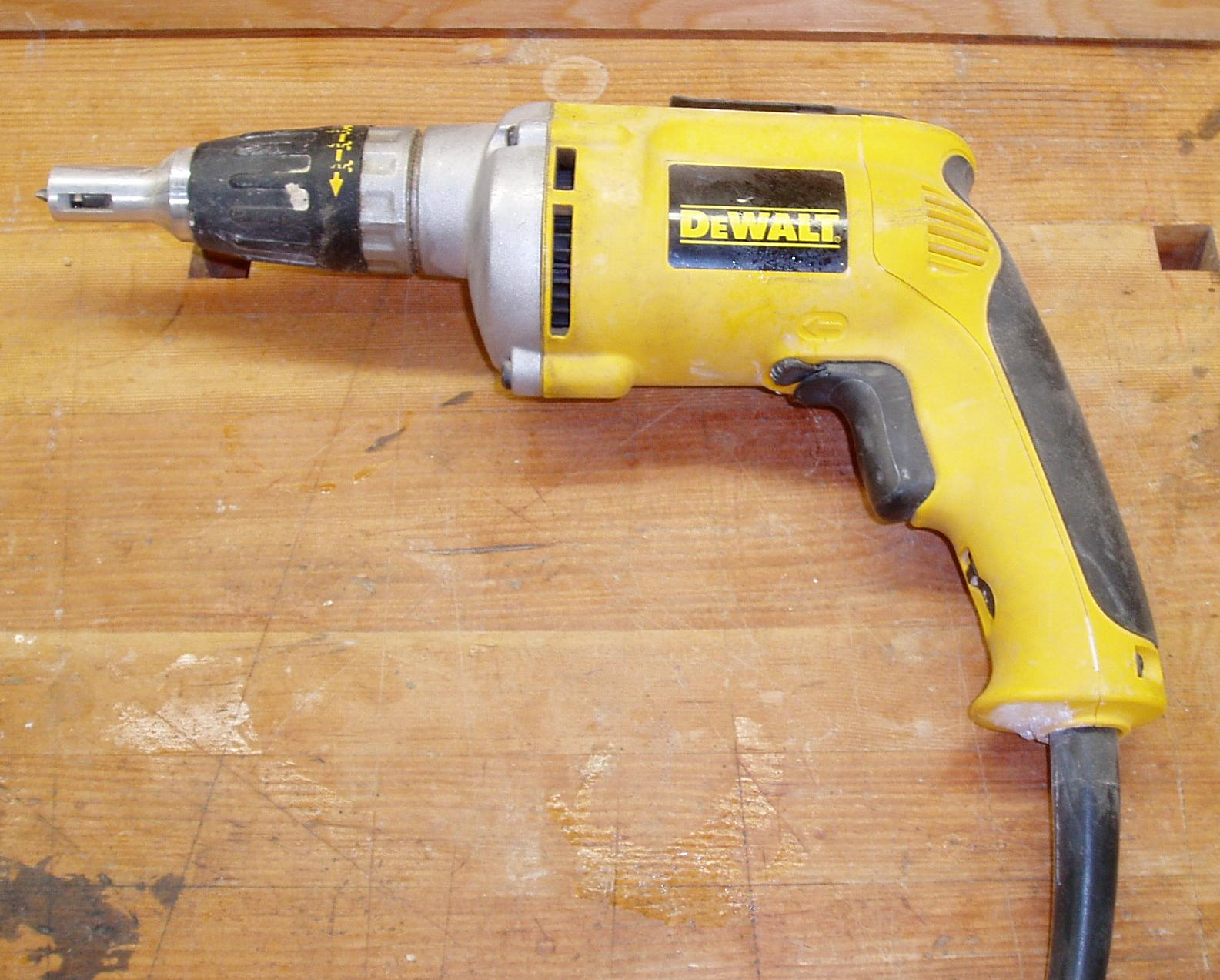
Tornavís elèctric

Amb els moderns tornavisos elèctrics i pneumàtics que existeixen l'ús de cargols d'autorroscat s'utilitza molt en els diversos tipus de fusteria tant de fusta com metàl·lica, ja que és un sistema ràpid d'encargolat. En l'encargolat de peces metàl·liques s'utilitza menys perquè el parell d'estrenyiment que s'exerceix és baix i està exposat al fet que s'afluixi durant el funcionament de la màquina.

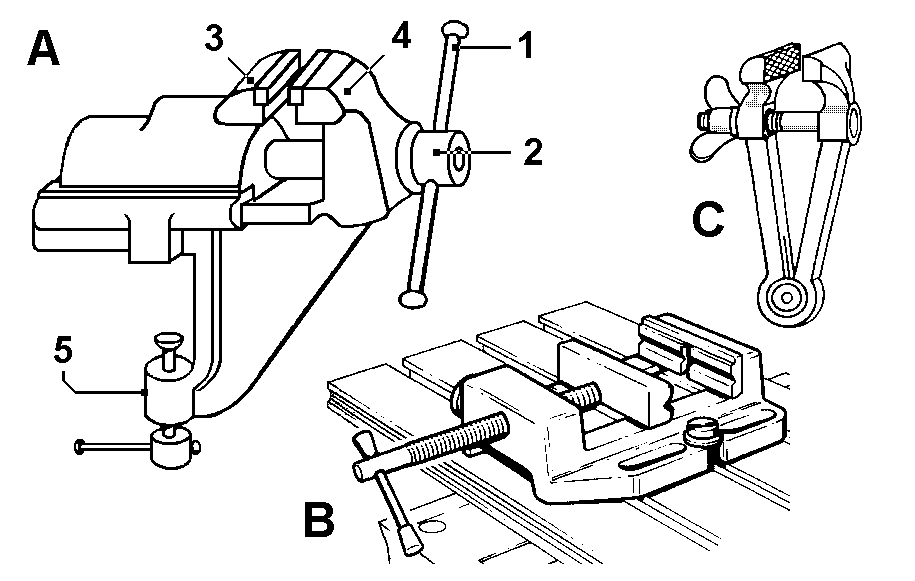
Cargol de banc

## Fabricació de cargols
Els cargols són elements presents en gairebé tots els camps de construccions metàl·liques, de fusta o d'altres activitats, per això hi ha molts tipus, mides, i processos de fabricació.
Des del punt de vista de la utilització es poden citar els següents tipus de cargols.
- Cargols per a usos generals
- Cargols de miniatura
- Cargols d'alta resistència
- Cargols inviolables
- Cargols de precisió
- Cargols grans o especials
- Cargols de titani

### Cargols per a usos generals

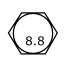
Cargol qualitat 8.8

La producció actual de cargoleria està molt automatitzada tant pel que fa a l'estampació del cap com a la laminació de la rosca. Per tant, és fàcil trobar en els establiments especialitzats el cargol que es necessiti, sempre que estigui dintre de la gamma normal de fabricació.
Els cargols normals diferencien la seva qualitat en funció de la resistència mecànica que tenen. La Norma (EN ISO 898-1) estableix el següent codi de qualitats 4.6, 5.6, 5.8, 6.8, 8.8, 10.9 i 12.9. Els fabricants estan obligats a estampar en el cap dels cargols la qualitat a la qual pertanyen.
Quant a dimensions totes estan normalitzades per normes DIN, i les grandàries disponibles, en rosca mètrica per exemple amb cap hexagonal oscil·la entre M3 i M30, la longitud dels cargols estàndard és variable en un graó de 5 mm, des d'un mínim a un màxim segons sigui el seu diàmetre. No obstant això si fos necessari disposar de forma esporàdica de cargols de més longitud, es fabriquen unes varetes roscades d'1 m de longitud, on és possible tallar a la longitud que es desitgi obtenir i amb una fixació de dues rosques pels extrems realitzar la fixació que es desitgi.

### Cargols de miniatura

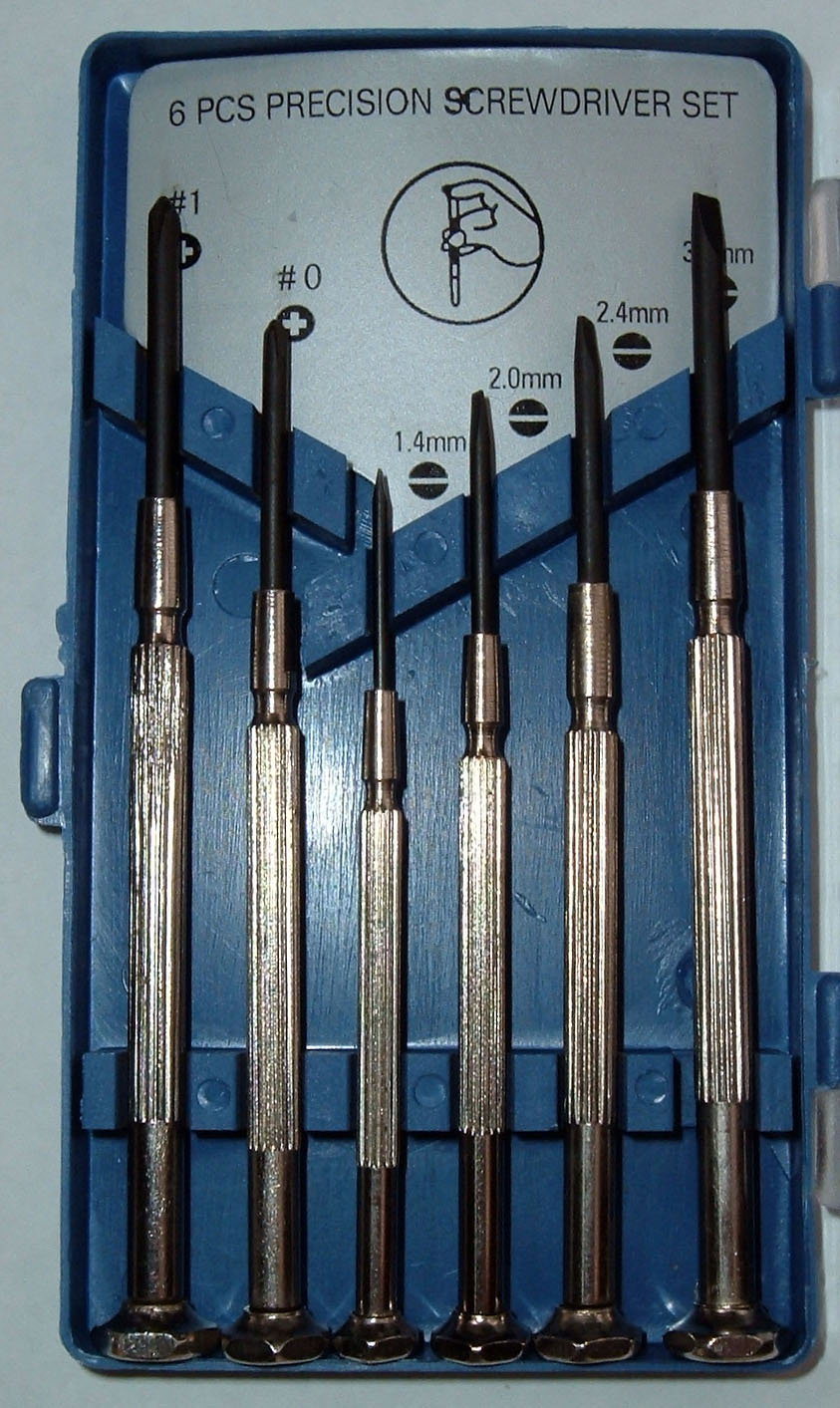
Joc de tornavisos de precisió

Amb el desenvolupament de components electrònics cada vegada més petits ha estat necessari desenvolupar i fabricar cargoleria especialment petita, aquest tipus de cargols es caracteritza per ser autorroscant en matèries toves tals com plàstics, i el seu cap és adaptada per a ser accionats per tornavisos molt petits i de precisió, el material d'aquests cargols pot ser d'acer inoxidable, acer normal o llautó.

### Cargols d'alta resistència
Els cargols d'alta resistència es designen per les lletres TR, seguides del diàmetre de la canya i la longitud del plançó, separats pel signe x; seguirà el tipus d'acer del qual estan construïts
Les rosques es designaran amb les lletres MR, el diàmetre nominal i el tipus de l'acer.
Les característiques de l'acer utilitzat per a la fabricació dels cargols i rosques definits com d'alta resistència estan normalitzades.
El fabricant d'aquest tipus des veu obligat a lliurar un certificat de garantia pel que no es fa necessari els assajos de recepció, llevat que el Plec de Prescripcions Tècniques Particulars els imposi.
Els cargols d'alta resistència duran en el cap, marcades en relleu, les lletres TR, la designació del tipus d'acer, i el nom o signe de la marca registrada del fabricador.
Sobre una de les seves bases, les rosques d'alta resistència duran, marcades en relleu, les lletres MR, la designació del tipus d'acer, i el nom de la marca registrada del fabricador.
Alternativament, amb l'aparició dels Eurocodis en els últims anys, la nomenclatura de cargols d'Alta Resistència sense pretensar ha passat a ser Mètrica longitud classe de resistència, on la classe es compon de dos nombres separats per un punt. El segon d'ells indica el valor nominal del límit de trencament per 100 (fub) en MPa, i el producte dels mateixos per 10 el valor nominal del límit elàstic (fyb) en MPa.
Per exemple, M18x120 10.9 indica un cargol d'alta resistència mètrica 18, longitud nominal 120 mm, límit de trencament 1000 MPa i límit elàstic 900 MPa.
Altres exemples de classes de resistència normalitzats són 4.6, 4.8, 5.6, 5.8, 6.8, 8.8, 10.9, 12.9

### Cargols de precisió
Els cargols de precisió s'instal·len quan les pressions, esforços i velocitats dels processos exigeixen unions més fortes i cargols més fiables que evitin fallades que puguin desencadenar una avaria en la màquina o estructura on van instal·lats.
Aquests cargols es caracteritzen per tenir una resistència extra als esforços de tracció i fatiga. La resistència mitjana que poden tenir aquests cargols és de 1300 N/mm² enfront dels 1220 N/mm² que tenen els de la gamma ordinària.
Aquesta gran resistència possibilita el muntatge de cargols de dimensions més petites o menys cargols, estalviant espai, material i temps.
El perfil del filet d'aquests cargols és arrodonit eliminant la punta V aguda que és la causa principal de la fallada de molts cargols.

### Cargols inviolables

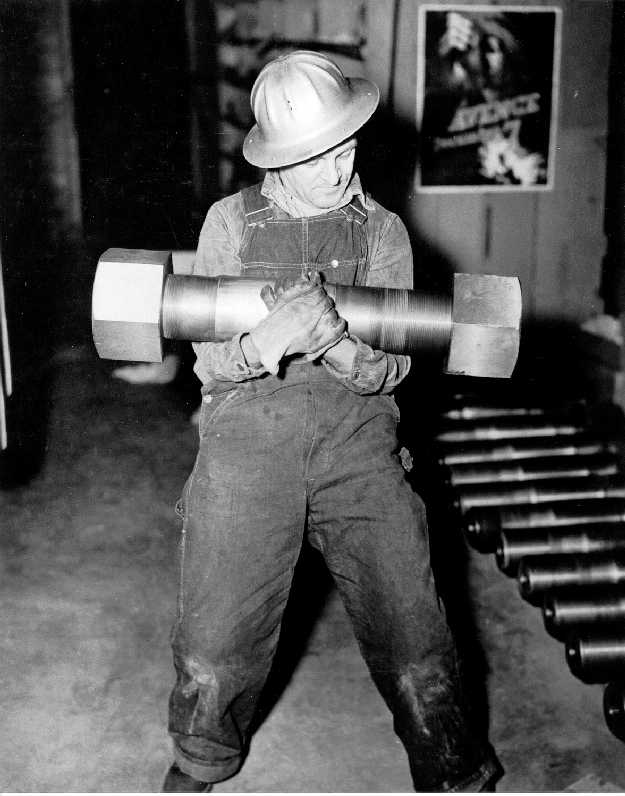
Cargol de grans dimensions

Els cargols inviolables són un tipus de cargoleria especial que una vegada encargolats en el lloc corresponent ja és impossible llevar-los, llevat que es forcin i trenquin. Això és gràcies al disseny que té el cap que és inclinada en el seu interior, de forma tal que si s'intenta afluixar surt la clau sense aconseguir-ho. Són cargols anomenats antivandàlics i són molt utilitzats en treballs de manyeria que van amb accés als carrers o llocs on poguessin actuar persones amb males idees. Igual que es fabriquen cargols inviolables també es fabriquen rosques inviolables. Les normes d'aquests cargols de rosca mètrica corresponen a l'ISO-7380 i ISO-7991 i es fabriquen amb cap Allen i amb cap Torx.
També s'utilitzen alguns als quals se'ls acobla un segell al capdavant, el que impedeix introduir-hi una clau per a afluixar-ho. Aquests cargols es venen amb el seu tapa corresponent, generalment hexagonals. Com solució temporal o improvisada, es poden introduir a cop de martell uns plomets rodons de pesca en el mateix lloc.

### Cargols grans o especials
Amb les tecnologies modernes actuals és possible fabricar aquells cargols que per les seves dimensions se surtin de la producció estàndard. Per a aquests casos sempre s'ha d'actuar d'acord amb les especificacions tècniques que tingui el cargol que es desitja fabricar, grandària, material, qualitat, etc.

### Cargols de titani
- Titani quirúrgic: una de les millors propietats que té el titani és que no és tòxic en contacte amb l'organisme de les persones, la qual cosa, unit a les seves qualitats mecàniques de duresa, poc pes i resistència mecànica, han fet possible una gran quantitat d'aplicacions de gran utilitat com pròtesi articulessis, implants dentals, components per a la fabricació de vàlvules cardíaques i marcapassos, claus o plaques d'osteosíntesi per a la recuperació de fractures òssies, a més de molts altres productes.

- Un dels elements imprescindibles per a moltes de les aplicacions quirúrgiques del titani és poder disposar de tota la gamma de cargols que puguin ser necessaris d'acord amb l'aplicació requerida.
- El titani des que es va començar a utilitzar en el tractament de les fractures i en ortopèdia no es coneix a la data cap cas d'incompatibilitat reportat conegut.L'aliatge de titani més utilitzat en aquest camp conté alumini i vanadi segons la composició: Ti₆Al₄V. L'alumini incrementa la temperatura de la transformació entre les fases alfa i beta. El vanadi disminueix aquesta temperatura. L'aliatge pot ser ben soldada. Té alta tenacitat.

- Cargols de titani d'alta resistència mecànica: La indústria aeronàutica utilitza una gran quantitat de cargols de titani i requereix d'ells una gran qualitat i alta resistència mecànica. L'aliatge grau 5-CA -Tu6A el4V- compleix amb tals exigències tècniques. Alguns d'aquests cargols es fabriquen amb recobriment de lubricant de pel·lícula sòlida MoS₂ (bisulfur de molibdè).
- Cargols de titani per a motocicletes, bicicletes i elements de hobby. Aquests cargols milloren l'aspecte i les prestacions dels d'acer i els usuaris aprecien els colorejats que tenen (or, blau, negre, etc.), obtinguts per processos d'anoditzat.
- Cargols de titani per a ús industrial: En aquest cas la propietat que es busca en el cargol o peça sol·licitada és principalment la seva resistència a l'atac de tota classe d'àcids.[17]

## Tractaments tèrmics dels cargols
La pràctica totalitat de cargols que es fabriquen són d'acer. El procés industrial de fabricació de cargols mitjançant estampació i laminació, requereix l'ús d'acer de gran ductilitat, és a dir amb poc contingut de carboni. Aquesta particularitat, fa que els cargols de menor resistència, 4.6,5.6, 5.8 i 6.8 no rebin tractament tèrmic d'enduriment.
Per a fabricar cargols més resistents de qualitats 8.8 i 10.9, l'empresa productora d'acer SIDENOR, per exemple, produeix un acer creat ex professo per a cargoleria denominat DUCTIL 80 i DUCTIL 100 que es caracteritza per ser pretractat abans del procés de fabricació dels cargols, gràcies que la seva composició química permet que segueixi sent dúctil encara que ja tingui més resistència mecànica, possibilitant la seva la fabricació de cargols en fred.
La composició química del denominat DUCTIL 80 és la següent:
C(.06/.08), Mn(1.30/1.80), Si(.20/.40), Cr(,20/.50), Ti(.20/.40)Nb(.03/.05)
Amb aquest contingut tan baix de C permet mantenir la ductilitat malgrat la seva duresa, amb el contingut de Mn i Si s'aconsegueix tremp a baix cost i amb el Nb es manté el control de grandària del gra a alta temperatura.
Composició semblant té l'acer denominat DUCTIL 100 encara que en aquest acer el contingut de C passa a ser de (.05/.20) per a elevar la seva resistència mecànica.
Per a la fabricació de cargols de gran resistència s'utilitza acer que permeti el temperi després d'un tractament de cementació o nitruració.

## Tractaments superficials anticorrosius dels cargols

Selecció de cargols zincats i pavonats

L'acer és el metall més emprat en la fabricació de cargols. Satisfà la major part de les demandes de les principals indústries en termes de qualitat tècnica i econòmica per a determinats usos. No obstant això, existeixen una sèrie de limitacions. Per exemple, els acers comuns no són molt resistents a la corrosió. Generalment, la funció dels cargols forma part del suporti de la càrrega, pel que una exposició perllongada pot donar lloc a danys en la integritat de l'estructura amb el consegüent cost de reparació o substitució. A més molts caargols treballen a la intempèrie.
Per a situacions de major protecció anticorrosiva s'utilitzen cargols fabricats amb acer inoxidable que lògicament és més cara, i fins i tot per a casos més específics es fabriquen cargols de titani la resistència dels quals anticorrosiva és gairebé total.

### Galvanitzat
El galvanitzat o zincat electrolític és un dels mètodes que s'utilitzen per a millorar la resistència a la corrosió dels cargols, mitjançant un petit recobriment sobre la superfície. El galvanitzat permet el recobriment dels cargols mitjançant la seva immersió en un bany de zinc fos. Aquesta tècnica consisteix a dipositar sobre la peça una capa de zinc mitjançant corrent continu a partir d'una solució salina que conté zinc. El procés s'utilitza per a protegir peces més petites, quan requereixen un acabat més uniforme que el que proporciona el galvanitzat.

### Pavonat
Un altre procés de protecció anticorrosiva ho constitueix el tractament cridat pavonat consistent en un revestiment negre o blavós, brillant o mat, per a peces d'acer, de gran durada, efecte decoratiu i resistència a la corrosió. El pavonat atreu i reté els olis lubricants. El revestiment no augmenta ni disminueix les dimensions dels metalls tractats, pel que les toleràncies per a l'ajust de peces no es veuen afectades. A més, les superfícies tractades poden ser soldades, encerades, envernissades o pintades. S'obté un revestiment mati quan s'aplica sobre una superfície tractada amb doll de sorra o amb un mordent químic, i un revestiment brillant sobre una superfície polida o llisa. Els colors que es poden obtenir varien del negre al blavós, segons la classe d'aliatge tractat.

## Mesurament i verificació dels cargols

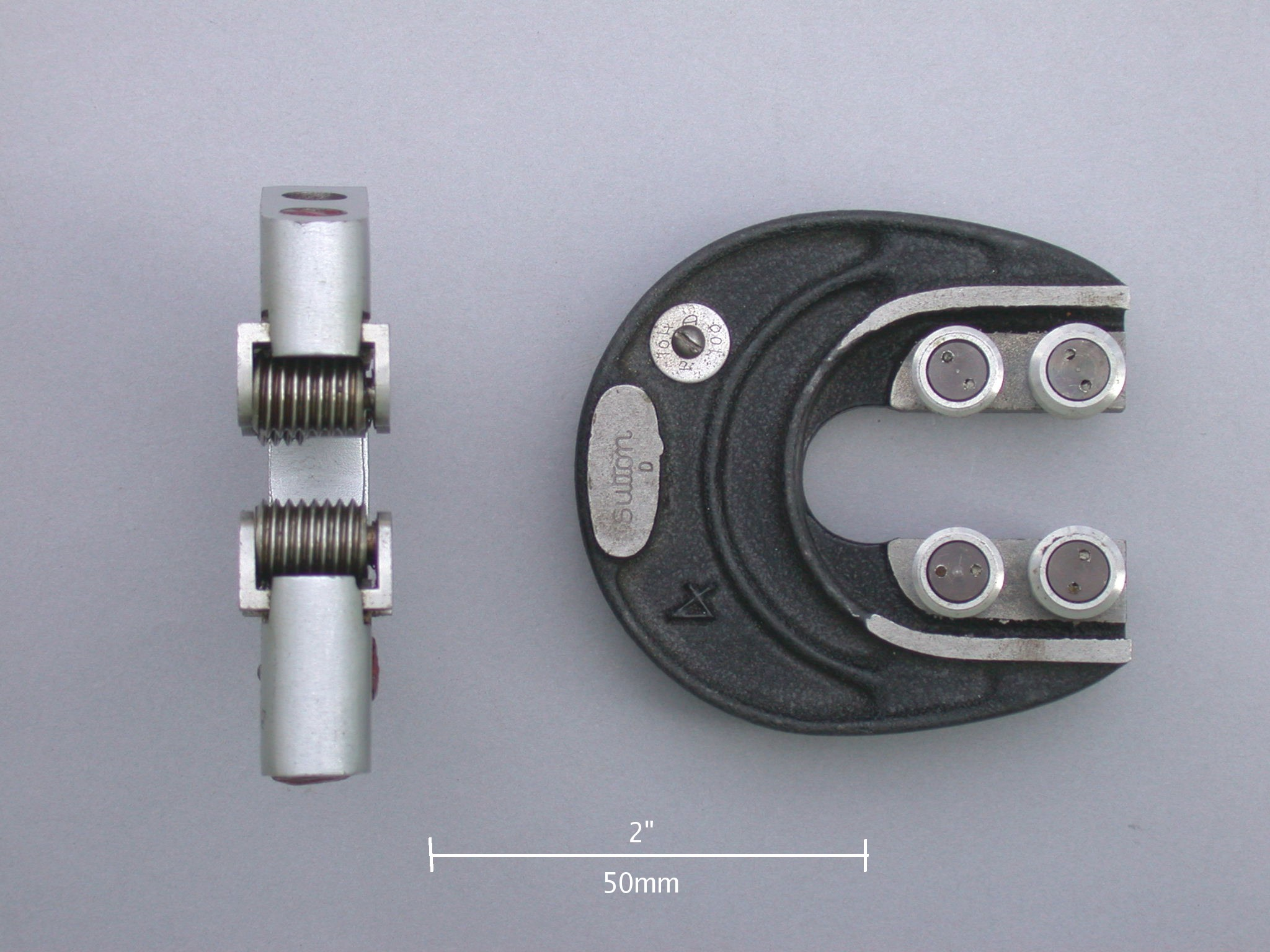
Galga passa no-passa roscats exteriors

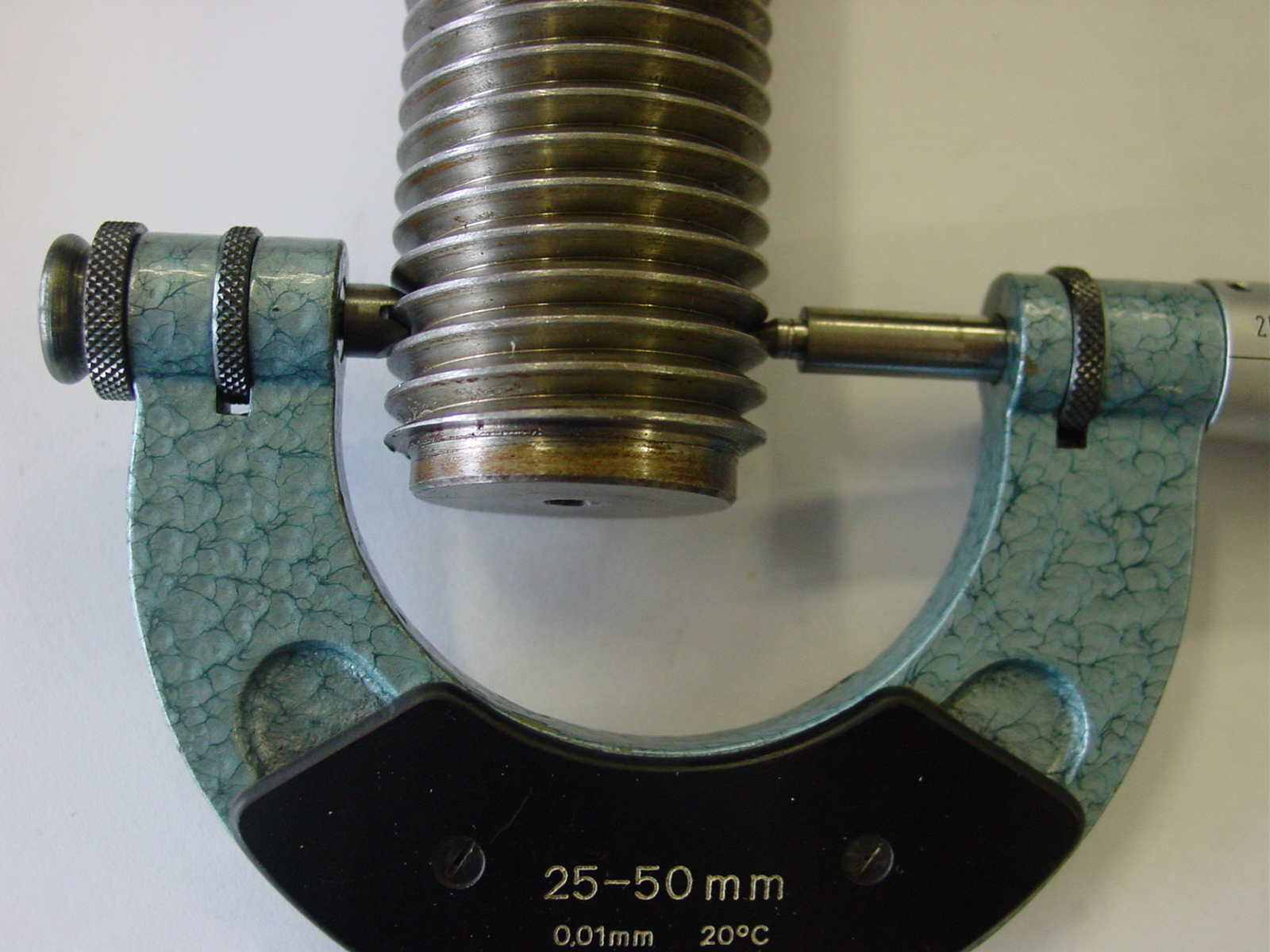
Micròmetre per a mesurar rosques

Per a mesurar o verificar el diàmetre de la rosca dels cargols es poden usar mètodes de mesura directes o indirectes.

### Mesurament directe
- Per al mesurament directe s'utilitzen generalment micrómetres les puntes dels quals estan adaptades per a introduir-se en el flanc de les rosques.
- Un altre mètode de mesura directa és fer-ho amb micròmetre i un joc de varetes que s'introdueixen en els flancs de les rosques i permet mesurar de forma directa els diàmetres mitjans en els flancos d'acord amb el diàmetre que tinguin les varetes.

### Mesurament indirecte
Per al mesurament indirecte de les rosques s'utilitzen diversos mètodes:
- La galga de tipus passa-no passa és la d'ús més comú. Aquestes galges es componen de dues parts de les quals una es diu passa i l'altra no passa, que es regulen simultàniament. El mètode de mesura consisteix a regular la galga a ull -o a la mesura que es vol verificar que té la rosca- i fer passar el cargol a través de les dues parts. La rosca ha d'entrar sense problemes a la part "passa" i, a més, no poder entrar a la "no passa". De vegades cal fer diverses proves, regulant a cada cop l'obertura de la galga, segons el resultat de les mesures anteriors, fins a obtenir la mida correcta.
- Una altra galga molt comuna consta d'un joc de plantilles dels diferents passos de rosca de cada sistema, on de forma senzilla permet identificar com és el pas que té un cargol o una rosca. Es tracta simplement de fer entrar la rosca a cada forat fins a trobar el que correspon a la seva talla.
- En laboratoris de metrologia també s'usen els projectors de perfils per a la verificació de rosques de precisió,[19] ja que els projectors ofereixen una mida molt acurada. En els cargols estàndards, o per a usos habituals, aquests instruments (menys senzills i molt més cars) no són necessaris, ja que els valors possibles dels cargols són discrets, relativament allunyats entre ells i corresponents a mesures estandarditzades, de fet només a uns pocs valors d'aquestes.

## Parell de collament controlat

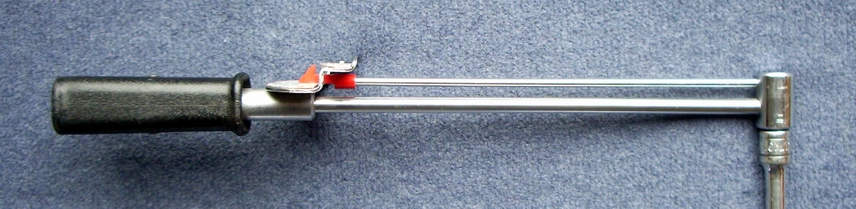
Clau dinamomètrica

Article principal: Parell de collament
El collament regulat proporciona unes millores essencials a la unió de peces perquè evita que l'ancoratge quedi fluix amb el risc d'afluixament, evitant al mateix temps que s'apliqui una precàrrega massa forta, que pot comportar la deformació de les peces acoblades, o el trencament del cargol. Els parells de collament es calculen al 85% del límit elàstic del cargol en funció de les dimensions i qualitats que tingui. Existeixen taules que regulen els parells de serratge recomanat per a cada cas.

## Defectes i fallades dels cargols
La cargoleria en general és part important de la rigidesa i bon funcionament que cap esperar i desitjar dels elements acoblats. Per això les fallades o defectes que pugui tenir un cargol pot ocasionar una fallada o una avaria no desitjada.
El primer defecte que pot presentar un cargol és un defecte de disseny o de càlcul perquè les seves dimensions o qualitats no siguin les adequades, en aquest cas la fallada que es pot provocar és un trencament prematur del cargol per no poder suportar les tensions i esforços als quals està sotmès.
El segon defecte en importància que pot tenir un cargol és un defecte de fabricació on les qualitats del material constituent no siguin les previstes en el disseny o un defecte dimensional en el que respecta principalment a les toleràncies que ha de tenir la seva rosca. En aquest cas es pot produir un trencament del cargol o una deterioració de la rosca.
El tercer defecte pot ser un muntatge deficient per no aplicar el parell d'estrenyiment adequat, d'acord amb la seva qualitat i dimensions, en aquest cas si és un excés d'estrenyiment es pot produir trencament del cargol o deterioració de la rosca, i la seva és un defecte d'estrenyiment l'acoblament queda fluix i si és un objecte en moviment apareixen vibracions indesitjades que ocasionen una avaria en el mecanisme acoblat

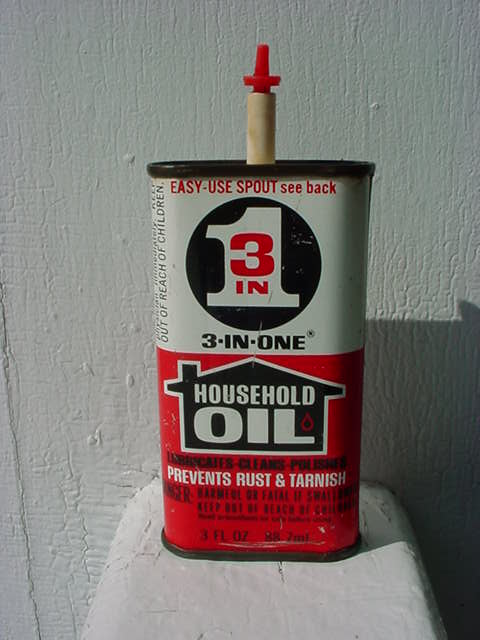
Líquid penetrant per a afluixar cargols oxidats

El quart defecte es produeix per deterioració del cargol si resulta atacat per l'oxidació i corrosió si no ha estat protegit degudament. En aquest cas i durant les operacions rutinàries de manteniment preventiu del mecanisme s'han de substituir tots els cargols deteriorats per uns nous i protegir-los adequadament de la corrosió i oxidació.
L'últim defecte greu que pot tenir un cargol és quan es procedeix al desmuntatge d'un acoblament i si per causa de l'oxidació i corrosió el cargol s'escapça en el moment d'intentar afluixar-ho. Per a aquests casos de cargols deteriorats s'han d'utilitzar productes lubrificants que permetin afluixar-los sense que es trenqui el cargol.

## Diàmetre de broques per forats de cargols mètrics gamma estàndard
| Mida nominal i pas normal | Diàmetre broca forat (mm) | Mida nominal i pas fi. | Diàmetre broca forat (mm) |
| ------------------------- | ------------------------- | ---------------------- | ------------------------- |
| M4 x 0,7                  | 3,3                       | M4 x 0,35              | 3,65                      |
| M5 x 0,8                  | 4,2                       | M5 x 0,50              | 4,5                       |
| M6 x 1                    | 5                         | M6 x 0,50              | 5,5                       |
| M8 x 1,25                 | 6,8                       | M8 x 0,75              | 7,25                      |
| M10 x 1,50                | 8,5                       | M10 x 0,75             | 9,25                      |
| M12 x 1,75                | 10,2                      | M12 x 1                | 11                        |
| M14 x 2                   | 12                        | M14 x 1                | 13                        |
| M16 x 2                   | 14                        | M16 x 1,25             | 14,75                     |
| M18 x 2,5                 | 15,5                      | M18 x 1,25             | 16,75                     |
| M20 x 2,5                 | 17,5                      | M20 x 1,50             | 18,50                     |
| M22 x 2,5                 | 19,5                      | M22 x 1,50             | 20,50                     |
| M24 x 3                   | 21                        | M24 x 1,50             | 22,50                     |
| M27 x 3                   | 24                        | M27 x 2                | 25                        |
| M30 x 3,5                 | 26,5                      | M30 x 2                | 28                        |